# Ángela Aguilar
Ángela Aguilar Álvarez Alcalá (Los Angeles, 8 ottobre 2003) è una cantante messicana nata negli Stati Uniti.

## Biografia
È la figlia di Aneliz Álvarez-Alcalá e del musicista Pepe Aguilar. Nel 2016 partecipa al festival BBC 100 Women a Città del Messico.
Nel 2018 ha pubblicato il suo terzo disco Primero soy mexicana, che si è piazzato al sesto posto nella classifica messicana ed è stato inserito nella lista dei 20 migliori album di musica latina di Billboard del 2018.
Ha ricevuto due candidature ai diciannovesimi Latin Grammy Awards nel 2018 (dove si è esibita con il brano La Llorona) e una nel 2019 ai Grammy Award. A maggio 2019 ha ricevuto tre candidature ai Premios Juventud. Il 31 gennaio 2020 pubblica il suo quarto disco Baila Esta Cumbia.

## Vita privata
Il 10 giugno 2024 conferma la sua relazione con il cantante Christian Nodal e il 24 luglio il loro matrimonio è stato reso pubblico.

## Discografia

### Album in studio
- 2012 - Nueva Tradición (2012)
- 2013 - Navidad Con Ángela Aguilar
- 2018 - Primero soy mexicana
- 2020 - Baila Esta Cumbia

## Riconoscimenti
- Billboard Women in Music
  - 2025 – Rivelazione[8]

- Grammy Awards
  - 2019 – Candidatura al miglior album di musica messicana per Primero soy mexicana[9]

- Latin Grammy[10]
  - 2018 – Candidatura al miglior artista esordiente
  - 2018 – Candidatura al miglior album ranchero/mariachi